# Persenning

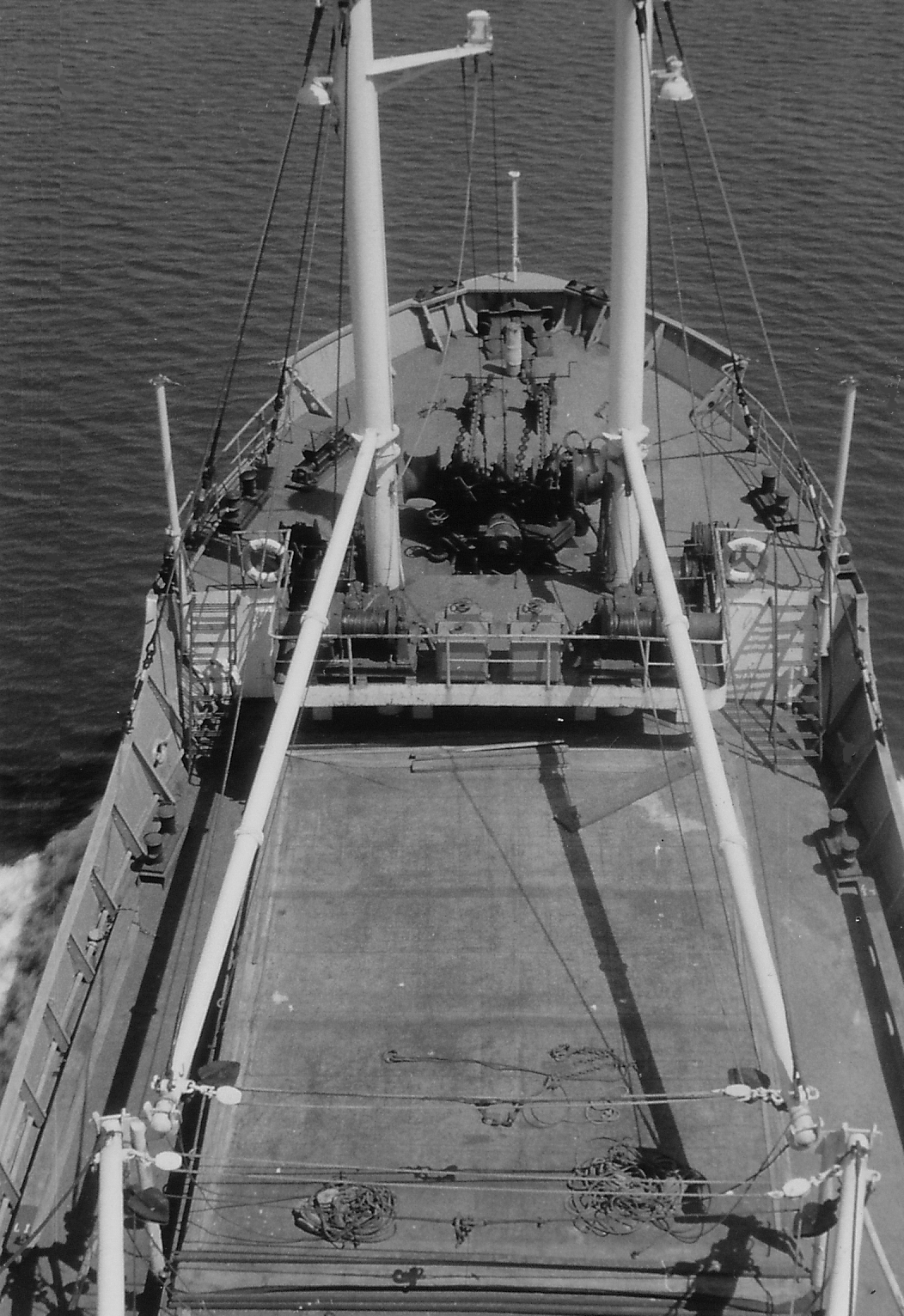
Mit Persenning bedeckte Luke 1 eines Frachtschiffs auf Revierfahrt (1956)

Die Persenning  ist ein Begriff aus der Seemannssprache für ein imprägniertes Gewebe sowie für wasserfeste Abdeckungen und Schutzbezüge aus solchem Gewebe.

## Sprachliches
Früher lautete das Wort Presenning. Es stammt von niederländisch presenning ab und geht über französisch préceinte „Umhüllung“ auf altfranzösisch proceindre „einschließen“ zurück, wobei lateinisch praecingere „mit etwas umgeben“ eingewirkt hat.
Es gibt mehrere Pluralformen: die Persenninge und die Persennings, seltener die Persenningen.

## Eigenschaften des Gewebes
Die Imprägnierung wurde in früheren Jahrhunderten durch Teeren und den Einsatz mehrerer Lagen Stoff erreicht. Noch in den 1950er Jahren wurden Persenninge in regelmäßigen Abständen mit Imprägnierungsmitteln wie Feldtol mit Quasten bestrichen, die das Material wasserdicht und tropenfest machten. Später wurde dies durch Beschichtung mit Gummi erreicht. Heute kommen Kunststoffe zur Anwendung, etwa PVC, Acryl oder Polyester. Acrylgewebe haben meist auf der Innenseite des Gewebes eine Acrylat- oder Polyurethanbeschichtung, damit das Gewebe wasserdicht ist. Moderne Stoffe halten einer Wassersäule von 800–1700 mm stand.

## Verwendung

### Persenninge auf Booten und Schiffen
Eine Persenning kann ein ganzes Boot abdecken (Ganz- oder Vollpersenning) oder auch nur Teile davon. So schützt z. B. eine Baumpersenning nur den Baum und das darauf zusammengefaltete Segel.
Auf Seeschiffen wurden beispielsweise Deckel von Ladeluken mit Persenningen abgedeckt. Solange das Schiff unter der Küste fuhr (oder auf Revierfahrt, siehe Foto), begnügte man sich in der Regel mit zwei Lagen Persenning; auf Reisen über See wurden drei Lagen übereinander gelegt. Die Persenninge wurden dann seitlich unter den Schalklatten „eingeschlagen“ und mit großen Holzkeilen zwischen Schalkklampen und Lukenkumming hin verschalkt. Über die Breite der Luke hinweg wurden die Persenninge mit Verschlusslatten (Querlatten) gegen das Wegfliegen bei Sturm gesichert. Auf größeren Schiffen war das Verschalken vorwiegend die Aufgabe des Schiffszimmermanns, auf kleineren die Arbeit der Decksbesatzung. Mit zunehmendem Einbau stählerner Lukendeckel (MacGregor und andere Patente) wurden ab den 1950er Jahren immer weniger Persenninge für Lukenabdeckungen genutzt.

### Persenninge für Cabrios

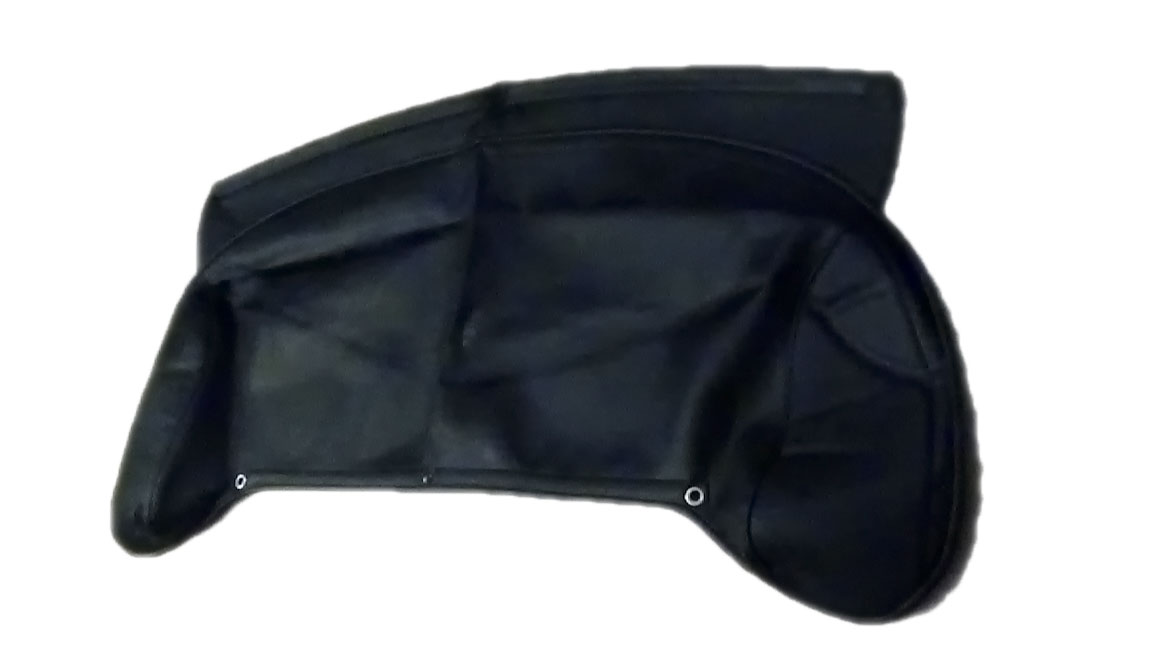
Persenning eines Cabrios

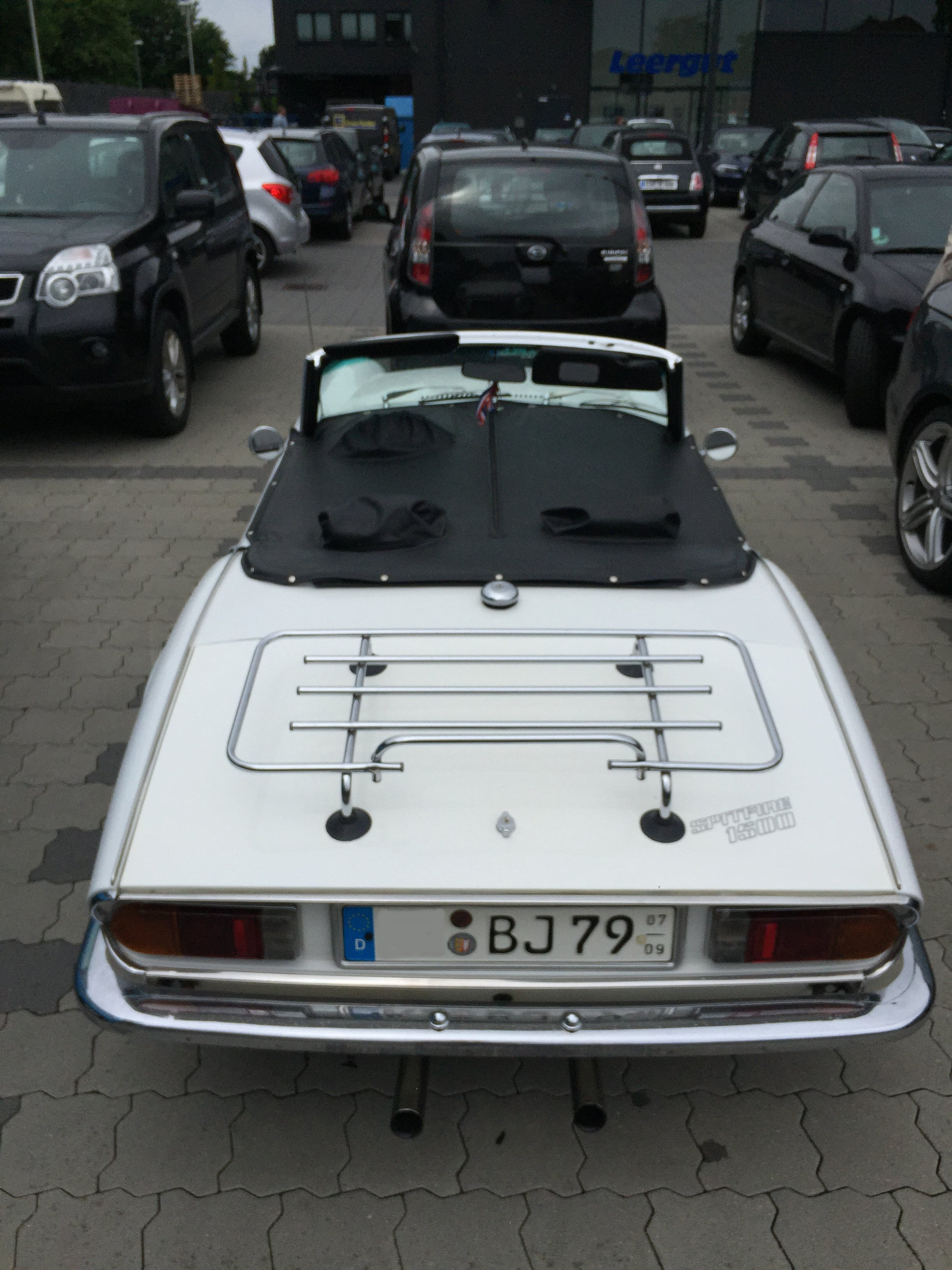
Persenning auf Triumph Spitfire

Eine Persenning ist (im Gegensatz zum Verdeck oder Dach) eine Abdeckung, die tiefer als die Dachlinie montiert wird (auf der „Gürtel- bzw. Brüstungslinie“) und somit bei Benutzung eines Fahrzeugs nicht am Ort verbleibt, sondern zur Fahrzeugbenutzung abzunehmen ist.
Auch die Abdeckung des geöffneten Cabrioverdecks bei Fahrzeugen ohne eigens vorgesehene Verdeckwanne wird als Persenning bezeichnet.
Sie wird benötigt, um Verschmutzung, Flatterbewegungen oder Schwingungen des Verdecks zu vermeiden. Sie muss oft extra auf das zurückgeklappte Cabrioverdeck aufgezogen und mit Druckknöpfen fixiert werden (wie zum Beispiel beim VW Käfer Cabrio und beim Opel Astra F Cabrio).
Cabrios mit Persenning waren früher gängig, während heutige Cabrios bis auf vereinzelte Modelle meist keine Persenning mehr benötigen, da sie über eine Verdeckwanne im Kofferraum verfügen, in der das Cabriodach versenkt und durch eine gesonderte Haube geschützt manuell oder elektrohydraulisch unterstützt abgelegt wird.

## Synonyme
Ein Synonym von Persenning aus dem Englischen, dort seit über zwei Jahrhunderten im Sinne von „wasserfestes Gewebe“ gebräuchlich, ist Tarpaulin, Aussprache [taːˈpɔːlɪn] oder [ˈtaːpəlɪn], auch zu Tarp verkürzt. Das Wort Tarpaulin stand zunächst für das Ölzeug der Seeleute und entstand als Zusammensetzung der englischen Wörter tar (Teer) und palling beziehungsweise pall (Tuch; vom lat. pallium, Mantel). Ein weiteres Synonym aus dem Norwegischen ist Fjellduken. Beide Begriffe werden im deutschen Sprachraum vorwiegend im Jargon der Outdoor-Sportarten für Zeltbahnen (Zeltplanen oder Halbzeltplanen) verwendet. Aus demselben wasserdichten Material werden unter anderem Gepäcktaschen für die Verwendung an Fahrrädern sowie Lkw-Planen und andere Abdeckplanen hergestellt.